# The Neighborhood (album)
The Neighborhood è un album dei Los Lobos, pubblicato dalla Slash Records nel 1990.

## Tracce
Brani composti da David Hidalgo e Louie Perez, tranne dove indicato
1. Down on the Riverbed – 4:06
2. Emily – 3:50
3. I Walk Alone – 3:01
4. Angel Dance – 3:14
5. Little John of God – 2:19
6. Deep Dark Hole – 2:25
7. Georgia Slop – 2:48 (Jimmy McCracklin)
8. I Can't Understand – 4:00 (Cesar Rosas)
9. The Giving Tree – 3:08
10. Take My Hand – 4:45
11. Jenny's Got a Pony – 4:03
12. Be Still – 3:35
13. The Neighborhood – 4:08

## Musicisti
- David Hidalgo - voce, chitarra, tiple, accordion, basso, bajo sexto, violino, steel guitar, batteria, percussioni
- Cesar Rosas - voce, chitarra elettrica, chitarra a 12 corde, bajo-sexto
- Steve Berlin - sassofono tenore, sassofono soprano, sassofono baritono, organo Hammond, clavinet, percussioni
- Conrad Lozano - basso, guitarrón, contrabbasso, voce
- Louie Perez - batteria, percussioni, chitarra, jaranas

Musicisti aggiunti 
- John Hiatt - voce (brani: 1 e 10)
- Levon Helm - mandolino, cori
- Mitchell Froom - harmonium
- Danny Timms - organo Hammond, pianoforte
- Jim Keltner - batteria, percussioni
- Jerry Marotta - batteria
- Alex Acuña - shaker, percussioni